# Dade City
Dade City ist eine Stadt und zudem der County Seat des Pasco County im US-Bundesstaat Florida. Das U.S. Census Bureau hat bei der Volkszählung 2020 eine Einwohnerzahl von 7.275 ermittelt.

## Geographie
Dade City liegt etwa 50 km nördlich von Tampa.

## Geschichte
Im Jahre 1886 wurde durch die Tropical Florida Railroad, einer Tochtergesellschaft der Florida Railroad, eine Bahnstrecke von Ocala über Dade City nach Plant City eröffnet. Die Bahnlinie wurde 1890 bis Tampa verlängert. Ebenfalls in den 1880er Jahren wurde die Strecke der Inverness and Brooksville Railway von Dade City nach Citrus Springs eröffnet. Diese Strecke wurde 1987 stillgelegt und später in den Withlacoochee State Trail umgewandelt.
Der Bahnhof Dade City war von 1994 bis 1995 sowie von 1996 bis 2004 eine Station des Palmetto der Bahngesellschaft Amtrak von New York City nach Tampa. Heute wird der Abschnitt zwischen Jacksonville und Lakeland durch die Fernbusse von Amtrak Thruway Motorcoach bedient.

## Demographische Daten
Laut der Volkszählung 2010 verteilten sich die damaligen 6437 Einwohner auf 2868 Haushalte. Die Bevölkerungsdichte lag bei 757,3 Einw./km². 67,3 % der Bevölkerung bezeichneten sich als Weiße, 20,4 % als Afroamerikaner, 0,4 % als Indianer und 0,4 % als Asian Americans. 8,9 % gaben die Angehörigkeit zu einer anderen Ethnie und 2,5 % zu mehreren Ethnien an. 20,6 % der Bevölkerung bestand aus Hispanics oder Latinos.
Im Jahr 2010 lebten in 32,0 % aller Haushalte Kinder unter 18 Jahren sowie 30,5 % aller Haushalte Personen mit mindestens 65 Jahren. 61,1 % der Haushalte waren Familienhaushalte (bestehend aus verheirateten Paaren mit oder ohne Nachkommen bzw. einem Elternteil mit Nachkomme). Die durchschnittliche Größe eines Haushalts lag bei 2,47 Personen und die durchschnittliche Familiengröße bei 3,17 Personen.
27,8 % der Bevölkerung waren jünger als 20 Jahre, 24,6 % waren 20 bis 39 Jahre alt, 24,6 % waren 40 bis 59 Jahre alt und 22,9 % waren mindestens 60 Jahre alt. Das mittlere Alter betrug 38 Jahre. 45,5 % der Bevölkerung waren männlich und 54,5 % weiblich.
Das durchschnittliche Jahreseinkommen lag 2023 bei 63,041 $, dabei lebten 12,7 % der Bevölkerung unter der Armutsgrenze.
Im Jahr 2023 war Englisch die Muttersprache von 80,0 % der Bevölkerung, spanisch sprachen 19,7 %.

## Sehenswürdigkeiten
Folgende Objekte sind im National Register of Historic Places gelistet:
- Church Street Historic District
- Dade City Atlantic Coast Line Railroad Depot
- Dade City Woman’s Club
- Pasco County Courthouse

## Verkehr
Dade City wird von den U.S. Highways 98 und 301 sowie von der Florida State Road 52 durchquert. Der nächste Flughafen ist der Tampa International Airport (rund 70 km südwestlich). Der Bahnhof Dade City ist stillgelegt.

## Kriminalität
Die Kriminalitätsrate lag im Jahr 2010 mit 376 Punkten (US-Durchschnitt: 266 Punkte) im durchschnittlichen Bereich. Es gab drei Vergewaltigungen, acht Raubüberfälle, 40 Körperverletzungen, 109 Einbrüche, 183 Diebstähle, acht Autodiebstähle und zwei Brandstiftungen.

## Persönlichkeiten
- Clinton Hart (* 1977), American-Football-Spieler
- Roy Roberts (1906–1975), Schauspieler